# Gościęcin

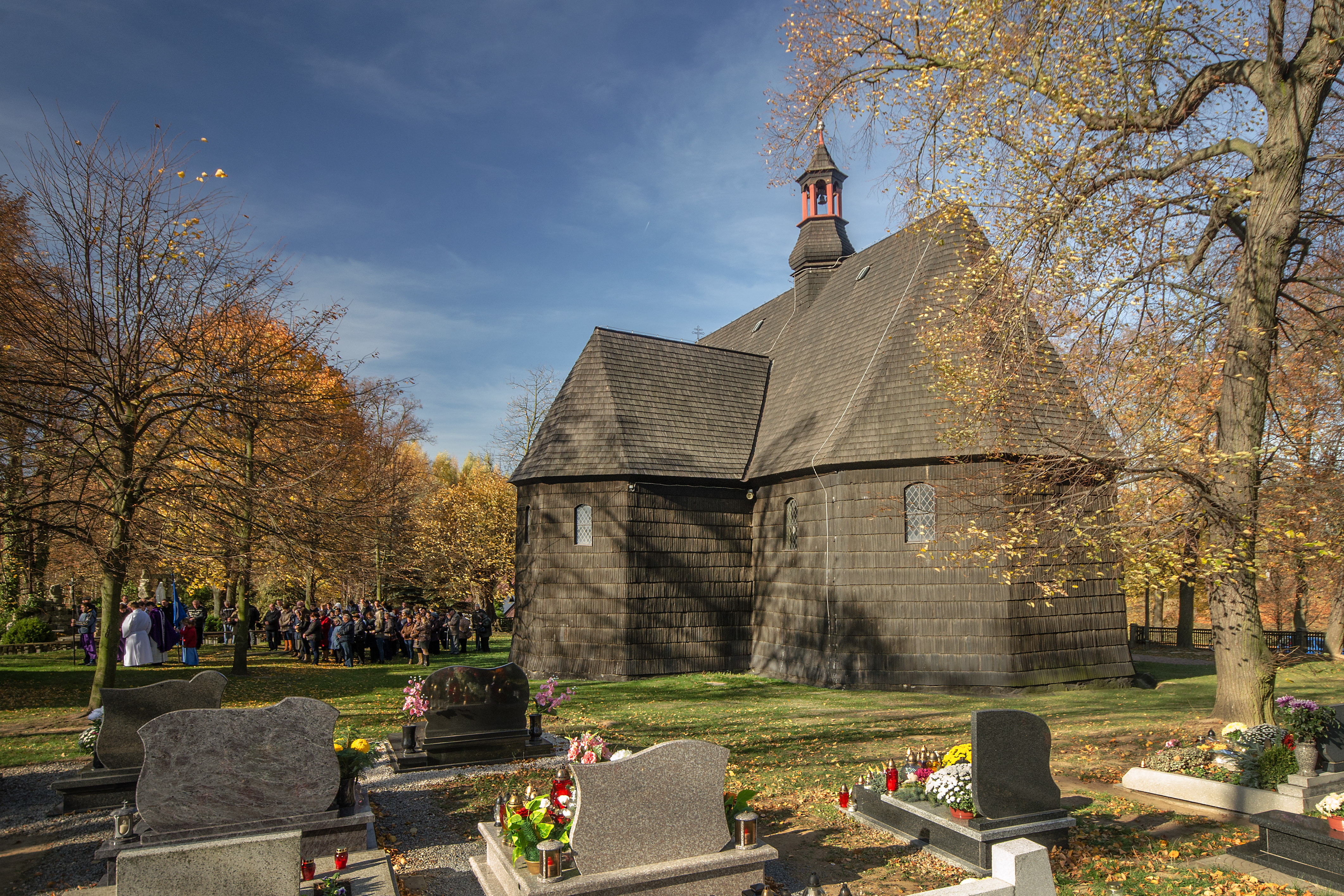
Kościół odpustowy św Brykcjusza

Gościęcin (niem. Kostenthal) – wieś w Polsce, położona w województwie opolskim, w powiecie kędzierzyńsko-kozielskim, w gminie Pawłowiczki.
| SIMC    | Nazwa  | Rodzaj     |
| ------- | ------ | ---------- |
| 0998174 | Bryksy | przysiółek |

## Nazwa
W ciągu wieków nazwa tej wsi brzmiała różnie. W roku 1221 spotykamy się z brzmieniem nazwy tejże miejscowości Gossentin, w 1223 – Gozchenchino, w 1232 Gostentin, w 1325 i 1365 Costantin lub Constantyn. Pod koniec XIX w. ludność wioski i okolicy używała nazwy Gościęciniec, która wywodziła się od Konstantyniec, czyli wieś o tejże nazwie stanowiła niegdyś własność jakiegoś Konstantyna. Niemcy na określenie omawianej miejscowości używali nazwy Kostenthal. W alfabetycznym spisie miejscowości na terenie Śląska wydanym w 1830 r. we Wrocławiu przez Johanna Knie wieś występuje pod obecnie używaną, polską nazwą Gościeńcin oraz niemiecką Kostenthal.

## Historia
Cała okolica w tej części powiatu kozielskiego odznaczała się zdecydowaną przewagą polskiej ludności w przeciwieństwie do samego Gościęcina, gdzie mieszkała ludność niemiecka, która osiedlała się w Gościęcinie w okresie kolonizacji Śląska na prawie niemieckim w XIII w.  Mieszkańcy Gościęcina prowadzili na ogół zamknięte życie w ramach swej osady, używając wyłączenie języka niemieckiego o archaicznych cechach.
Po raz pierwszy historyczna wiadomość o Gościęcinie występuje pod datą 22 listopada 1221 r., gdy komes Stojgniew, w obecności księcia Kazimierza opolskiego, podarował osadę opatowi Guntherowi z klasztoru cystersów w Lubiążu. Za panowania księcia Kazimierza osiedlili się w 1225 r. w Gościęcinie niemieccy koloniści. Lokacja gościęcińskiej wsi na prawie niemieckim pochodzi z 29 listopada 1225 r. W tym dniu książę Kazimierz nadał podczas swego pobytu w Jemielnicy niemieckim kolonistom w Gościęcinie zupełną wolność. Uwolnił ich od książęcych podatków i wojennych wypraw poza krajem, zobowiązani byli jedynie ponosić ciężary obrony kraju, mogli też mieć wolnego piekarza i rzeźnika. W 1235 r. opat Gunther odstąpił wieś Gościęcin biskupowi wrocławskiemu. Natomiast w 1241 r. książę Mieszko II nadał majątkowi biskupiemu w Gościęcinie prawo wolności od książęcych powinności. W czasach średniowiecznych Gościęcin liczył 70 łanów roli.
W XVII wieku nastąpiła istotna zmiana w Gościęcinie pod względem przynależności własnościowej. Na mocy umowy z 8 marca 1622 r. mieszkańcy Gościęcina, już jako poddani kapitały wrocławskiej św. Jana Chrzciciela kupili sobie zwolnienie u biskupa Karola Habsburga, arcyksięcia austriackiego, za 12 tys. talarów od robocizny na rzecz kapituły wrocławskiej. W 1771 w Gościęcinie zamieszkał Jan Kossmann, tercjarz zakonu kapucynów z Prudnika. Wzniósł tu murowaną pustelnię i założył pasiekę. Pod koniec XVIII wieku wieś liczyła 765 mieszkańców. 
Od końca XVIII w. wieś posiadała własną pieczęć gminną, na której przedstawiono lilię biskupią, a od 2. pol. XIX w. kościół po lewej stronie i lilię biskupią po prawej stronie
W połowie XIX w. Gościęcin zamieszkiwało 84 gospodarzy, 3 ogrodników i 71 chałupników. Funkcjonowały 2 młyny – wiatraki. Ludność Gościęcina przy umiejętnej i starannej metodzie gospodarowania doszła do znacznego dobrobytu, a wieś stanęła na wysokim poziomie rozwoju. W 1810 r. w wyniku sekularyzacji majątku kapituły wieś przeszła na własność państwa pruskiego i pod zarząd jego dóbr.
W 1945 r. po zakończeniu działań wojennych osiedlili się w tej miejscowości „repatrianci” z powiatu lwowskiego, a zwłaszcza z parafii Biłka Szlachecka. Jednocześnie duża część dawnych mieszkańców Gościęcina dobrowolnie bądź przymuszona opuściła miejscowość. Obecnie wieś Gościęcin należy do gminy Pawłowiczki, liczy 780 mieszkańców. Większość mieszkańców zajmuje się rolnictwem, działa tu sporo firm handlowych i usługowych.
Gościęcin jest wsią, w której zachowało się wiele obiektów zabytkowych. Do zabytków na terenie wsi należy kościół parafialny pw. Wniebowzięcia Najświętszej Marii Panny. Pierwotnie drewniany z początku XIV w. Obecnie murowany, odbudowany po pożarze w 1792 r. Na terenie sołectwa funkcjonuje ośrodek zdrowia i zespół szkolny w sferze kultury działają: biblioteka publiczna, dom kultury, grupa odnowy wsi, rada sołectwa, ludowy zespół sportowy, klub kolarski „Bryksjusz”.
Na skraju gościęcińskich pól, przy drodze do wsi Kózki położony jest drewniany kościółek pw. św. Bryksjusza. Święty Brykcjusz uchodził za patrona przeciwko cierpieniom ciała i złym duchom. Opiekuje się chorymi dziećmi, dawniej patron siodlarzy. Imię to należało w pierwszych wiekach chrześcijaństwa w Polsce do rzadko spotykanych. Obecnie w Polsce imię to nie występuje. Zbudowany przez Marcina Wolffa, właściciela wolnego sołectwa w Gościęcinie i z ofiar okolicznych mieszkańców w 1661 r. Przy kościółku znajduje się pustelnia z kaplicą i źródełkiem Św. Bryksjusza, który został patronem gminy Pawłowiczki i figuruje w jej herbie.
W latach 1945–1954 i 1973-1975 miejscowość była siedzibą gminy Gościęcin. 
W latach 1954–1972 wieś należała i była siedzibą władz gromady Gościęcin.

## Zabytki
Do wojewódzkiego rejestru zabytków wpisane są:
- kościół parafialny pw. Wniebowzięcia NMP, z poł. XVII w., odbudowany po pożarze w 1792 r., 1825 r.
- plebania, z XVIII/XIX w.
- kościół odpustowy pw. św. Bryksjusza, drewniany, zbudowany w 1661 r., wypisany z księgi rejestru
- spichrz folwarczny, poł. XIX w.

inne zabytki:
- studnia św. Bryksjusza i źródełko
- drewniany budynek pustelni wybudowany przed 1870 r.

## Edukacja
- Zespół Szkolno-Przedszkolny w Gościęcinie, ul. Szkolna[12]

## Znani ludzie urodzeni w miejscowości
- Józef Szafranek - działacz społeczny i polityczny, autor i wydawca przeciwstawiający się germanizacji[13].